# Ginés Meléndez
Ginés Meléndez Sotos (Robledo, Albacete, 22 de marzo de 1950) es un entrenador de fútbol español. Ocupa el cargo de director técnico de la Federación Armenia de Fútbol desde enero de 2019.

## Formación deportiva
Cursos de entrenador:
- 1981: Instructor de Fútbol Nivel 1 (N.º 1 de la promoción)
- 1982: Entrenador regional de Nivel 2 (N.º 1 de la promoción)
- 1987: Entrenador nacional de Fútbol Nivel 3
- 1997: Título UEFA de “Formador de Formadores”
- 2003: Título UEFA de “Formador de Jóvenes Jugadores”
- Curso UEFA de “El Entrenamiento de Base”

## Trayectoria deportiva
- Director de la cantera del Albacete Balompié durante 18 temporadas
- Entrenador de todas las categorías de fútbol base del Albacete Balompié
- Seleccionador de Castilla-La Mancha durante 2 temporadas
- Entrenador del Albacete Balompié en Primera División en 2 ocasiones
- Entrenador del Albacete Balompié en Segunda División (Evitando el descenso a 2ª B en el año 1998)
- Segundo entrenador del Albacete Balompié durante 5 temporadas y 4 temporadas como preparador físico
- Director de la Escuela de Entrenadores de Castilla-La Mancha y profesor de táctica desde 1987
- Formador de formadores de UEFA
- Seleccionador Nacional sub-19 / sub-20 de 2002 a 2011
- Director deportivo de la Selección Nacional Española desde 2011 a 2018
- Director técnico de la federación Armenia de Fútbol desde 2019

## Palmarés
- 2002: Campeón del Torneo Walkers Sub-16 (Inglaterra)
- 2003: Campeón del Torneo Torres Novas e Rio Maior Sub-16 (Portugal)
- 2003: Subcampeón de Europa SUB-17 / Subcampeón del Mundo Sub-17 / Subcampeón del Mundo Sub-20
- 2004: Campeón del Torneo Internacional de Santarém Sub-16 / Subcampeón de Europa Sub-17 / Campeón de Europa Sub-19
- 2005: Campeón de los Juegos del Mediterráneo.
- 2006: Campeón de Europa Sub-19 en Polonia
- 2007: Campeón de Europa Sub-17, Campeón de Europa Sub-19; 5º Mundial Sub-20 de Canadá, Subcampeón del mundo sub-17
- 2008: Campeón de Europa Sub-17
- 2009: 3º- Medalla de Bronce en el Mundial Sub-17.
- 2010: Subcampeón de Europa Sub-17.
- 2011: Campeón de Europa Sub-19.

## Polémicas
Ginés Meléndez ha recibido acusaciones sobre su parcialidad política por sus reacciones ante determinadas celebraciones de sus jugadores. Durante la celebración de la victoria en el Campeonato de Europa Sub-19 retiró la bandera de Asturias de los hombros del jugador Juan Muñíz. La polémica surgida en 2011 se vio reforzada por la permisividad del seleccionador ante la celebración de Javier Arizmendi en los juegos del Mediterráneo de 2005, donde este jugador exhibió una bandera preconstitucional sin que se le fuera retirada. Meléndez justificó su actuación por las directrices de la federación para que nadie recogiera el trofeo con una bandera que no fuese la española. Bloque por Asturies-UNA solicitó la destitución del seleccionador.

## Reconocimientos
En la capital de Albacete cuenta con un campo de fútbol municipal con su nombre ubicado en Nuestra Señora de Cubas.